# V1369 Centauri
Désignations
V1369 Centauri (en abrégé V1369 Cen), aussi connue comme Nova Centauri 2013 et PNV J13544700-5909080, est une nova intervenue en 2013 dans la constellation du Centaure.